# مکرتیچ یسائیان
مکرتیچ ساموئلی یسائیان (ارمنی: Մկրտիչ Սամվելի Եսայան؛ زاده ۱۹۱۳ ) نقاش اهل ارمنستان است.

## زندگی‌نامه
وی در ۱۹۱۳ در اورنبورگ در به دنیا آمد و از آکادمی دولتی هنر تفلیس و آکادمی دولتی هنرهای زیبای ارمنستان فارغ‌التحصیل گشت. وی همچنین برنده جوایزی همچون نقاش شایسته ارمنستان شوروی شد.